# Bornambusc
Bornambusc est une commune française située dans le département de la Seine-Maritime en région Normandie.

## Géographie

### Localisation
La commune est située dans le pays de Caux.
| Écrainville          | Goderville           |         |
| Manneville-la-Goupil | Bornambusc           | Bréauté |
| Manneville-la-Goupil | Manneville-la-Goupil |         |

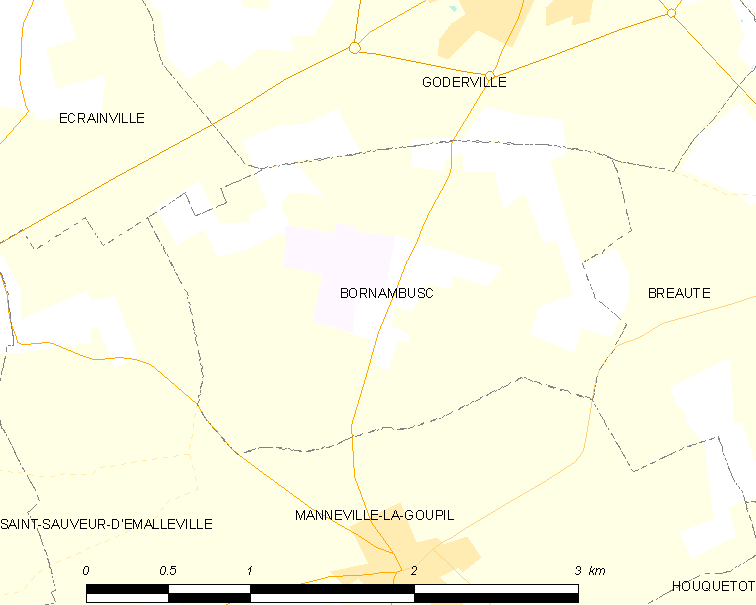
Carte de la commune.
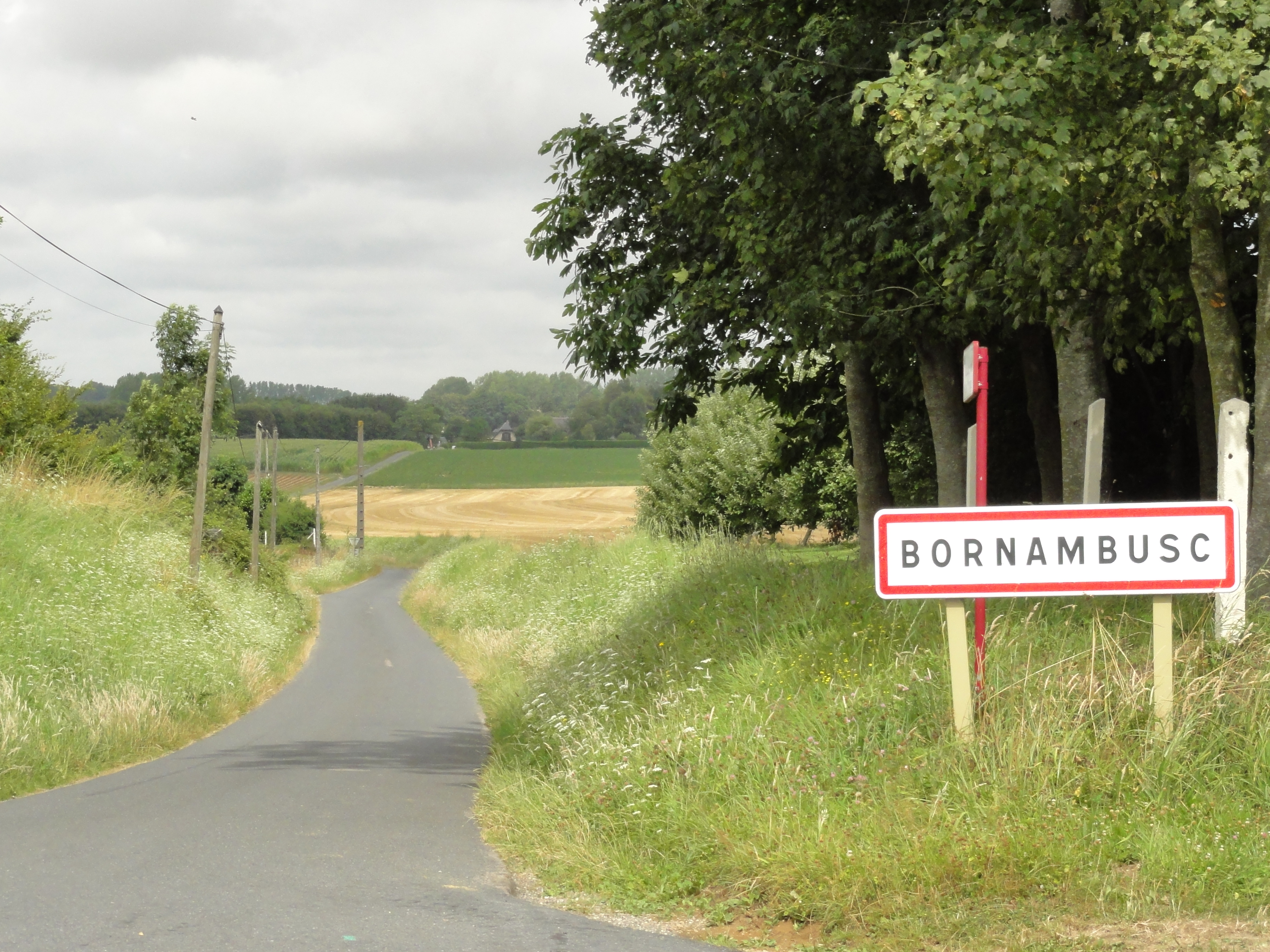
Entrée de Bornambusc.

### Hydrographie
La commune est située dans le bassin Seine-Normandie. Elle n'est drainée par aucun cours d'eau,.

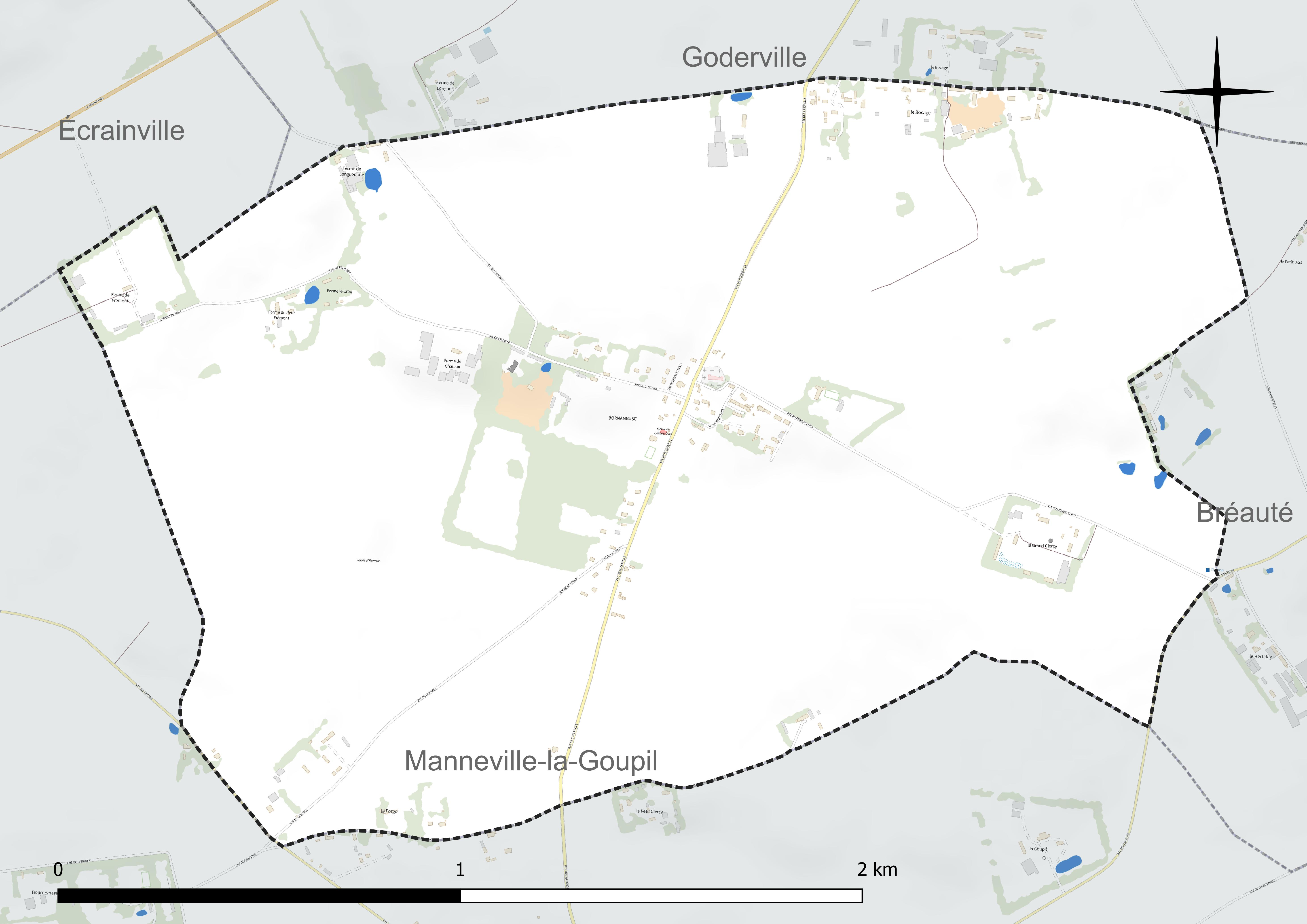
Réseau hydrographique de Bornambusc.

### Climat
Pour des articles plus généraux, voir Climat de la Normandie et Climat de la Seine-Maritime.
En 2010, le climat de la commune est de type climat océanique franc, selon une étude du CNRS s'appuyant sur une série de données couvrant la période 1971-2000. En 2020, Météo-France publie une typologie des climats de la France métropolitaine dans laquelle la commune est exposée à un climat océanique et est dans la région climatique Côtes de la Manche orientale, caractérisée par un faible ensoleillement (1 550 h/an) ; forte humidité de l’air (plus de 20 h/jour avec humidité relative > 80 % en hiver), vents forts fréquents. Parallèlement le GIEC normand, un groupe régional d’experts sur le climat, différencie quant à lui, dans une étude de 2020, trois grands types de climats pour la région Normandie, nuancés à une échelle plus fine par les facteurs géographiques locaux. La commune est, selon ce zonage, exposée à un « climat maritime », correspondant au Pays de Caux, frais, humide et pluvieux, légèrement plus frais que dans le Cotentin.
Pour la période 1971-2000, la température annuelle moyenne est de 10,1 °C, avec une amplitude thermique annuelle de 13,5 °C. Le cumul annuel moyen de précipitations est de 965 mm, avec 14 jours de précipitations en janvier et 9 jours en juillet. Pour la période 1991-2020, la température moyenne annuelle observée sur la station météorologique la plus proche, située sur la commune de Octeville-sur-Mer à 19 km à vol d'oiseau, est de 11,5 °C et le cumul annuel moyen de précipitations est de 790,7 mm,. Pour l'avenir, les paramètres climatiques de la commune estimés pour 2050 selon différents scénarios d’émission de gaz à effet de serre sont consultables sur un site dédié publié par Météo-France en novembre 2022.

## Urbanisme

### Typologie
Au 1er janvier 2024, Bornambusc est catégorisée commune rurale à habitat dispersé, selon la nouvelle grille communale de densité à sept niveaux définie par l'Insee en 2022.
Elle est située hors unité urbaine. Par ailleurs la commune fait partie de l'aire d'attraction du Havre, dont elle est une commune de la couronne,. Cette aire, qui regroupe 116 communes, est catégorisée dans les aires de 200 000 à moins de 700 000 habitants,.

### Occupation des sols
L'occupation des sols de la commune, telle qu'elle ressort de la base de données européenne d’occupation biophysique des sols Corine Land Cover (CLC), est marquée par l'importance des territoires agricoles (93,7 % en 2018), une proportion identique à celle de 1990 (93,7 %). La répartition détaillée en 2018 est la suivante : 
terres arables (71,9 %), prairies (21,8 %), espaces verts artificialisés, non agricoles (6,3 %). L'évolution de l’occupation des sols de la commune et de ses infrastructures peut être observée sur les différentes représentations cartographiques du territoire : la carte de Cassini (XVIIIe siècle), la carte d'état-major (1820-1866) et les cartes ou photos aériennes de l'IGN pour la période actuelle (1950 à aujourd'hui).

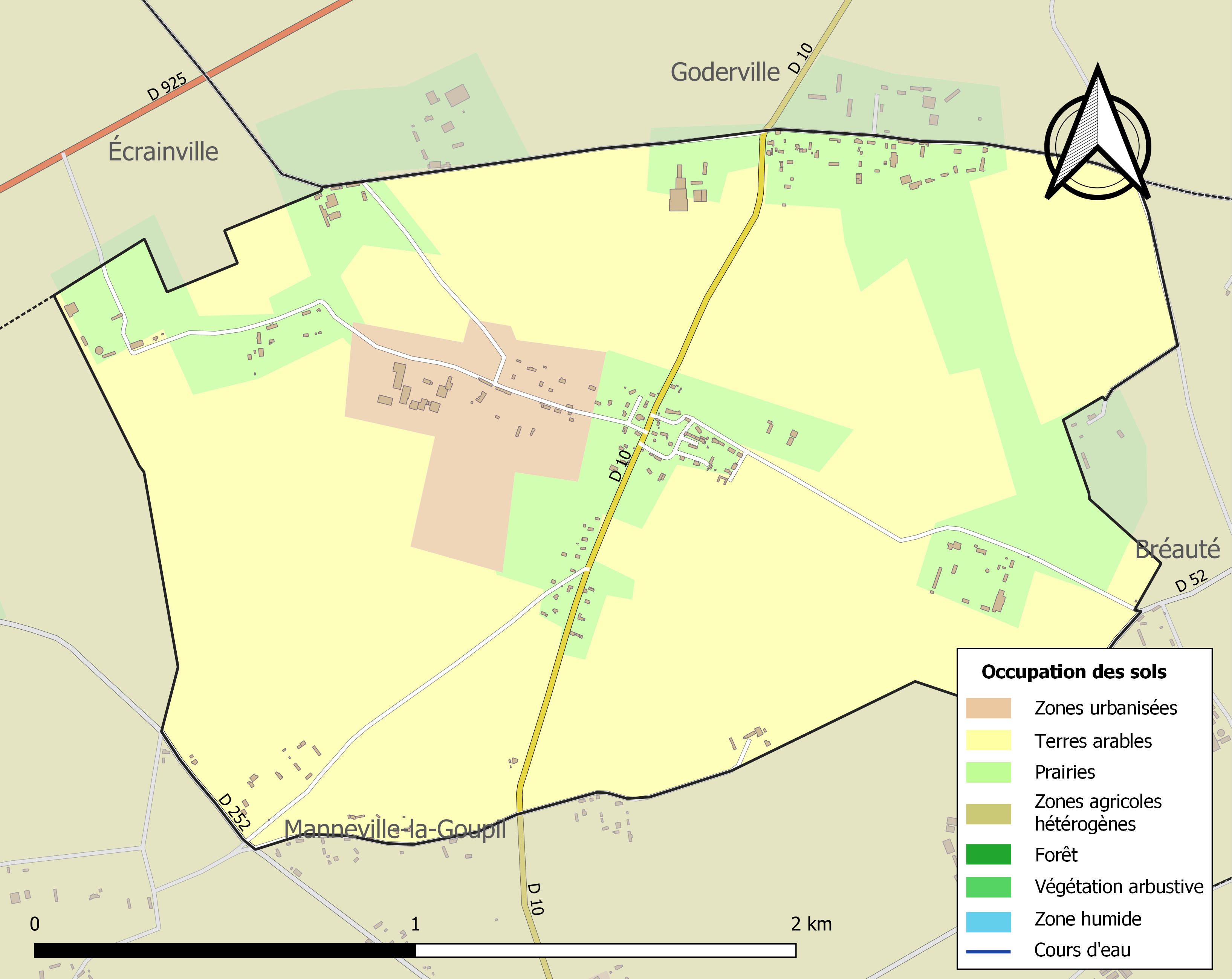
Carte des infrastructures et de l'occupation des sols de la commune en 2018 (CLC).

## Toponymie
Le nom de la localité est attesté sous les formes Bornebuch entre 1184 et 1188, Bornenbusc entre 1236 et 1144.
Le second élément est issu du vieux norrois Buskr, « taillis ».

## Histoire
Le fief et la seigneurie de Bornambusc, propriété de l'abbaye de l'Isle-Dieu, sont vendus le 4 mai 1575. L'abbaye conserve toutefois le patronage et les grosses dîmes.
Au cours de la Révolution française, la commune porta provisoirement le nom de L'Union.

## Politique et administration
| Période                                  | Période                    | Identité            | Étiquette | Qualité                                                                           |
| ---------------------------------------- | -------------------------- | ------------------- | --------- | --------------------------------------------------------------------------------- |
| Les données manquantes sont à compléter. |                            |                     |           |                                                                                   |
| mars 2001                                | 2008                       | Viviane Saint-Aubin |           |                                                                                   |
| mars 2008                                | En cours (au 10 août 2020) | David Fleury        | DVG-FG    | Vice-président de la CC Campagne de Caux (2020 → ) Réélu pour le mandat 2020-2026 |

## Démographie
L'évolution du nombre d'habitants est connue à travers les recensements de la population effectués dans la commune depuis 1793. Pour les communes de moins de 10 000 habitants, une enquête de recensement portant sur toute la population est réalisée tous les cinq ans, les populations de référence des années intermédiaires étant quant à elles estimées par interpolation ou extrapolation. Pour la commune, le premier recensement exhaustif entrant dans le cadre du nouveau dispositif a été réalisé en 2004.

En 2022, la commune comptait 243 habitants, en évolution de −8,3 % par rapport à 2016 (Seine-Maritime : +0,35 %, France hors Mayotte : +2,11 %).
| 1793 | 1800 | 1806 | 1821 | 1831 | 1836 | 1841 | 1846 | 1851 |
| ---- | ---- | ---- | ---- | ---- | ---- | ---- | ---- | ---- |
| 286  | 300  | 261  | 257  | 269  | 302  | 308  | 271  | 260  |

| 1856 | 1861 | 1866 | 1872 | 1876 | 1881 | 1886 | 1891 | 1896 |
| ---- | ---- | ---- | ---- | ---- | ---- | ---- | ---- | ---- |
| 240  | 255  | 233  | 232  | 235  | 254  | 241  | 248  | 214  |

| 1901 | 1906 | 1911 | 1921 | 1926 | 1931 | 1936 | 1946 | 1954 |
| ---- | ---- | ---- | ---- | ---- | ---- | ---- | ---- | ---- |
| 217  | 193  | 192  | 181  | 205  | 195  | 200  | 223  | 187  |

| 1962 | 1968 | 1975 | 1982 | 1990 | 1999 | 2004 | 2006 | 2009 |
| ---- | ---- | ---- | ---- | ---- | ---- | ---- | ---- | ---- |
| 187  | 183  | 191  | 218  | 231  | 241  | 248  | 247  | 279  |

| 2014 | 2019 | 2022 | - | - | - | - | - | - |
| ---- | ---- | ---- | - | - | - | - | - | - |
| 262  | 251  | 243  | - | - | - | - | - | - |

## Vie associative et sportive

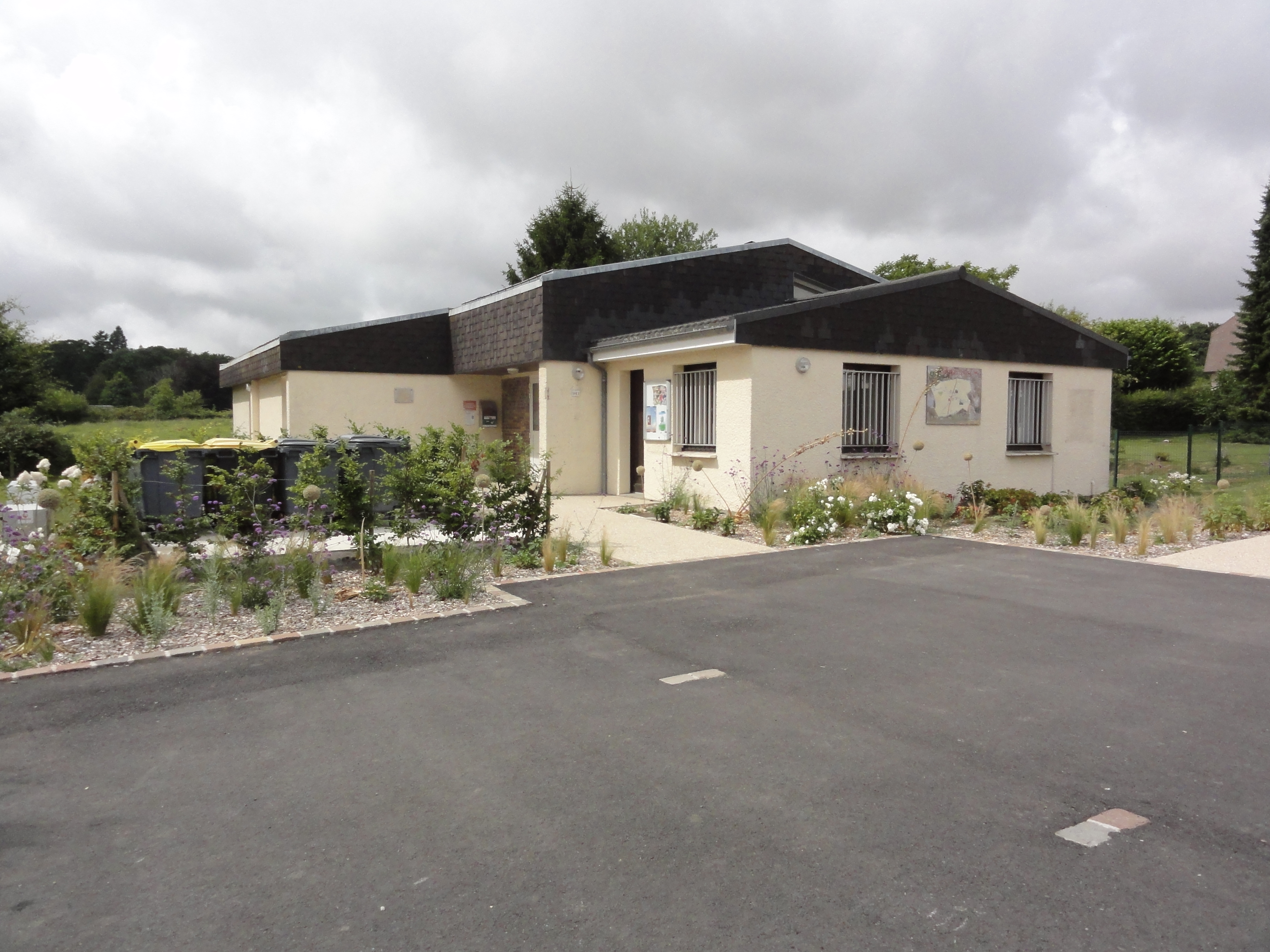
La salle polyvalente.
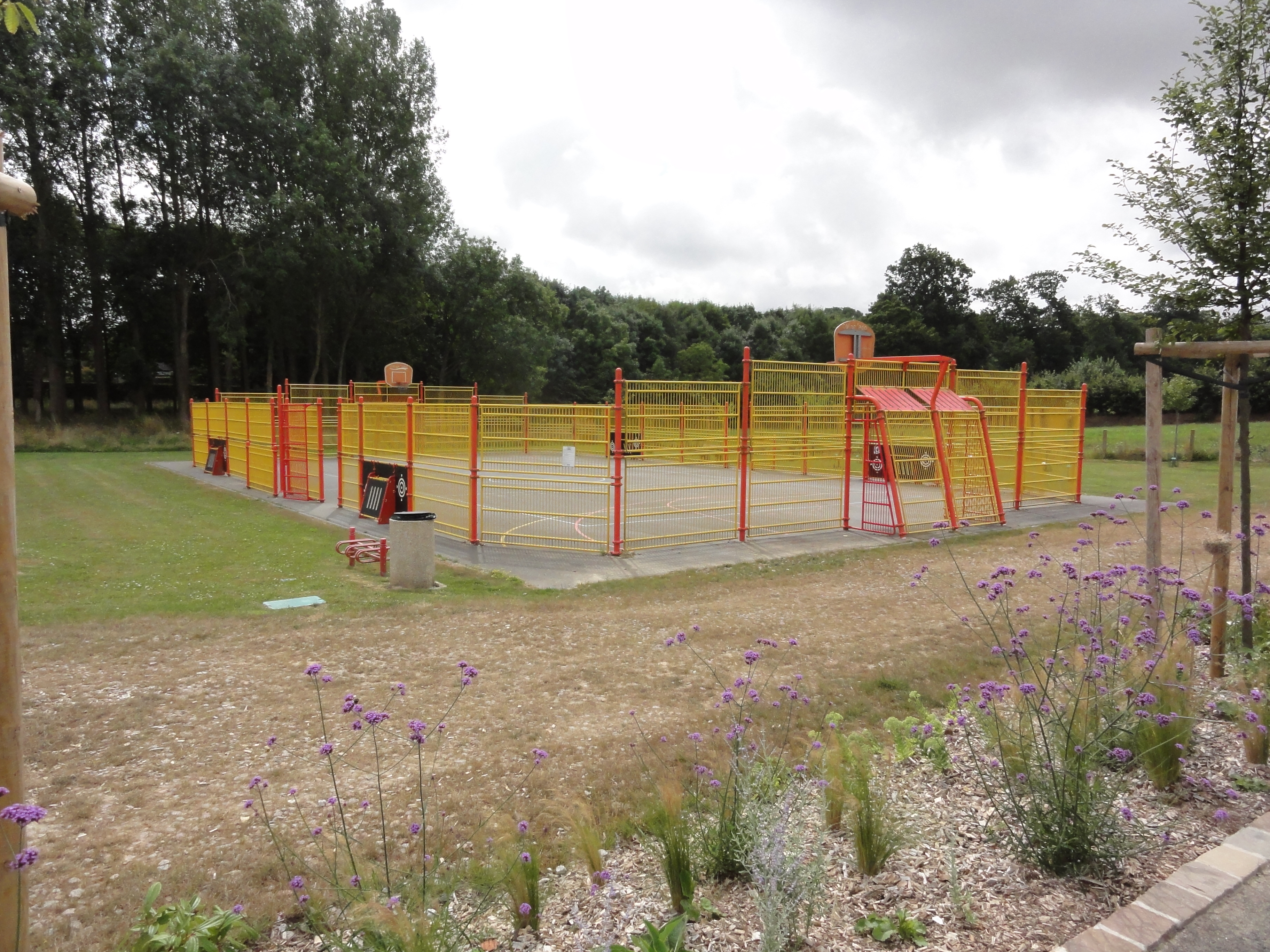
le terrain multisports.

## Culture locale et patrimoine

### Lieux et monuments

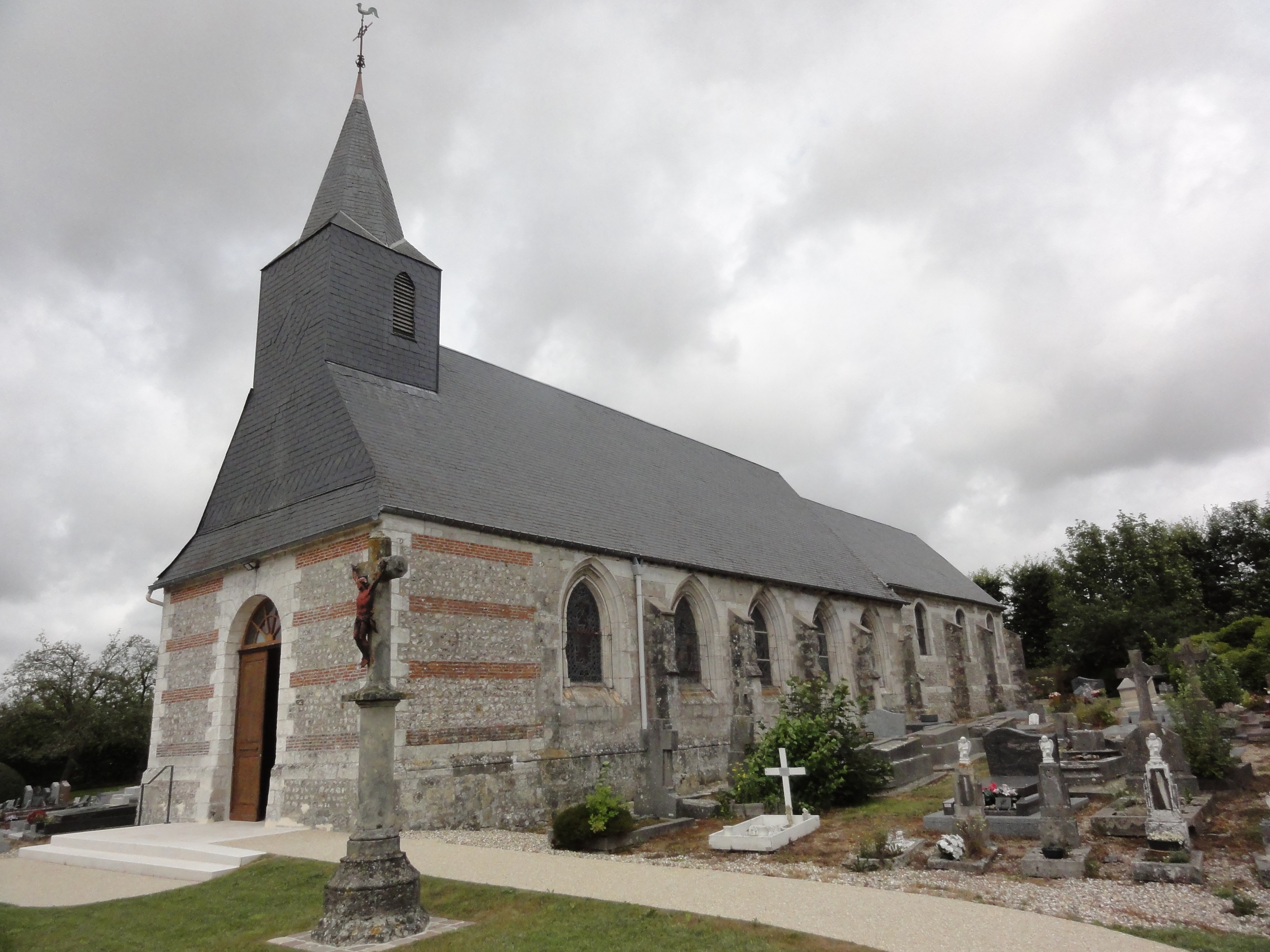
Église Saint-Laurent.
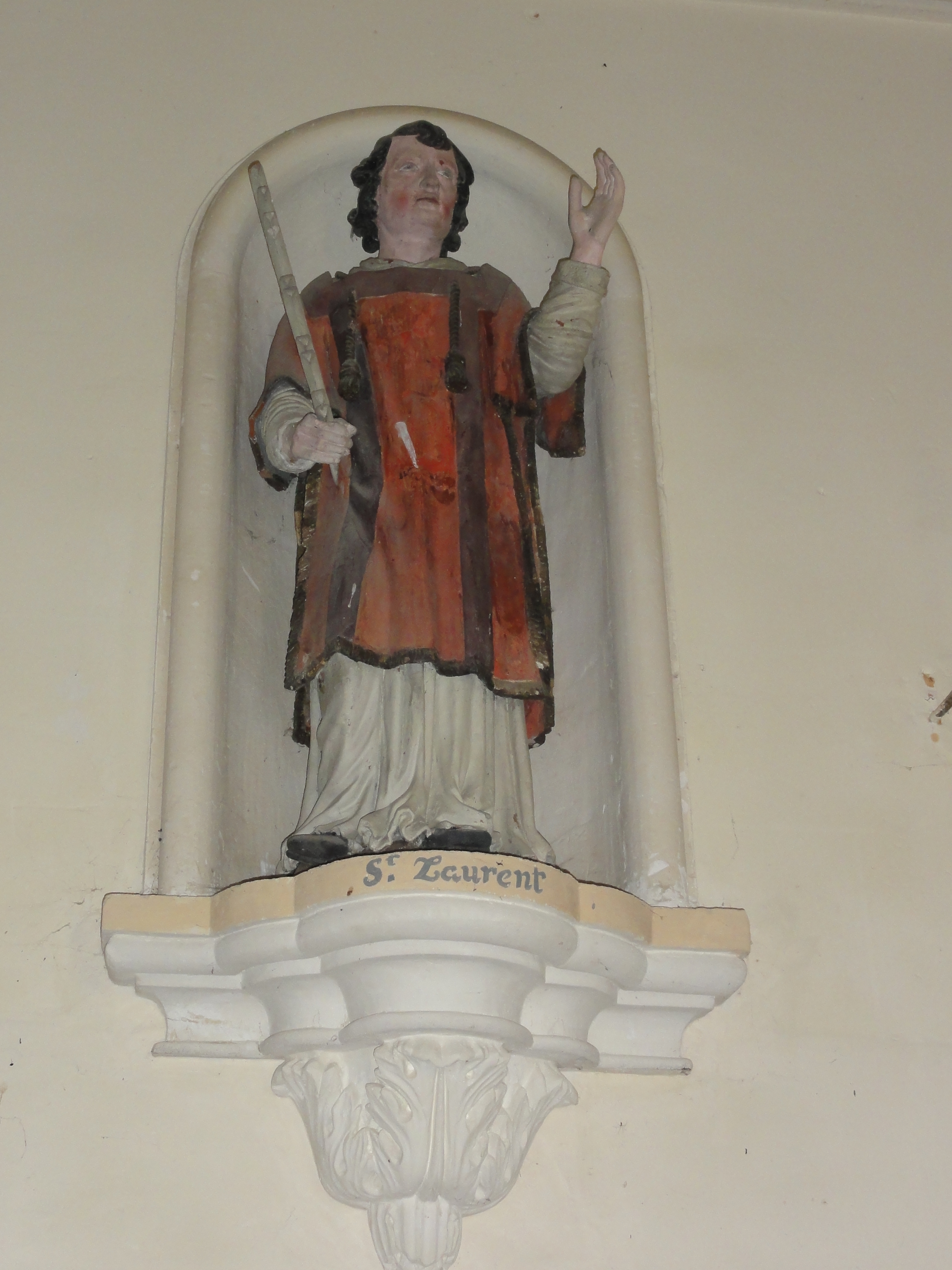
Églsie : statue de Saint Laurent.
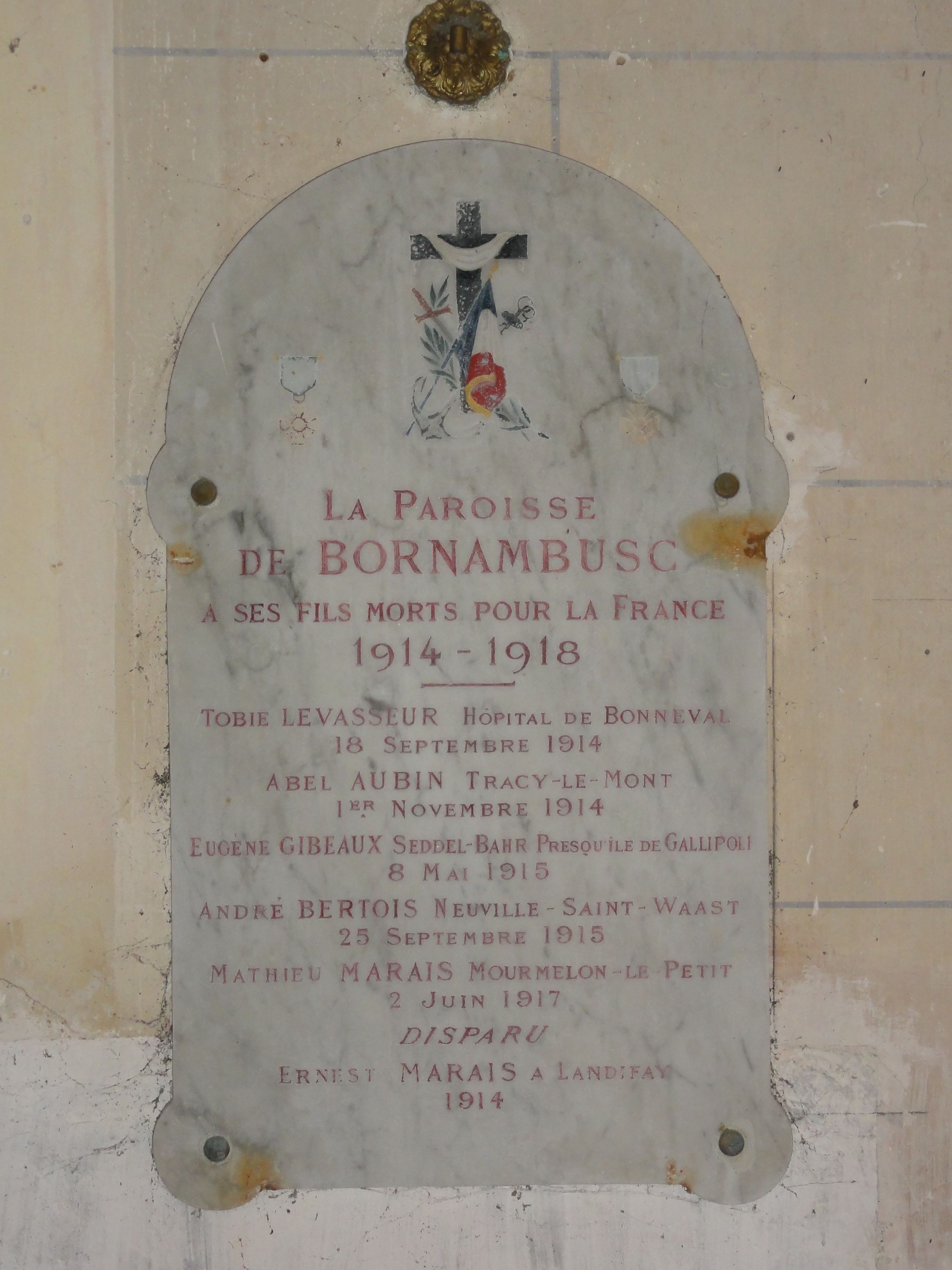
Église : plaque morts de la paroisse pour la France.
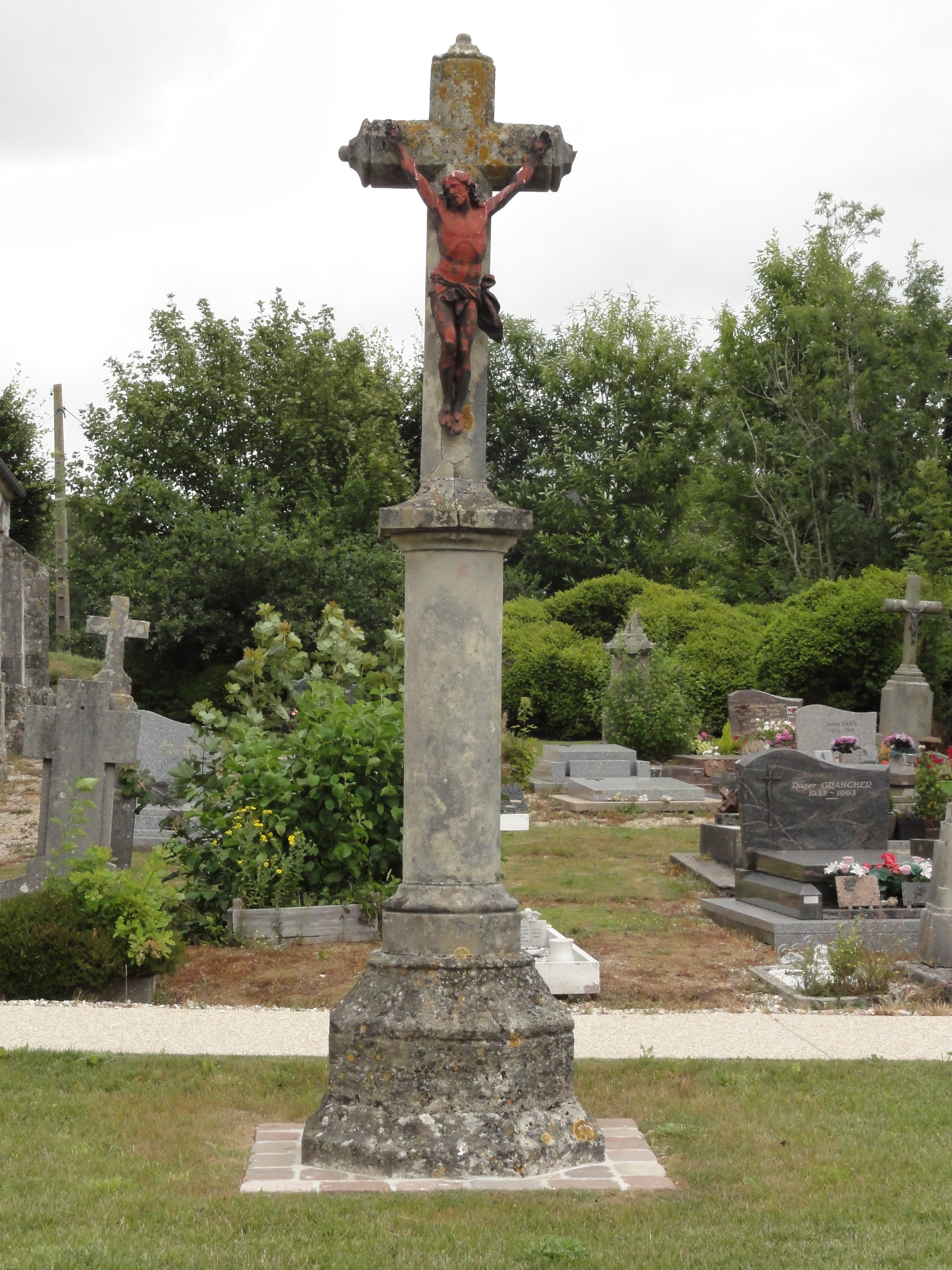
Croix de cimetière.
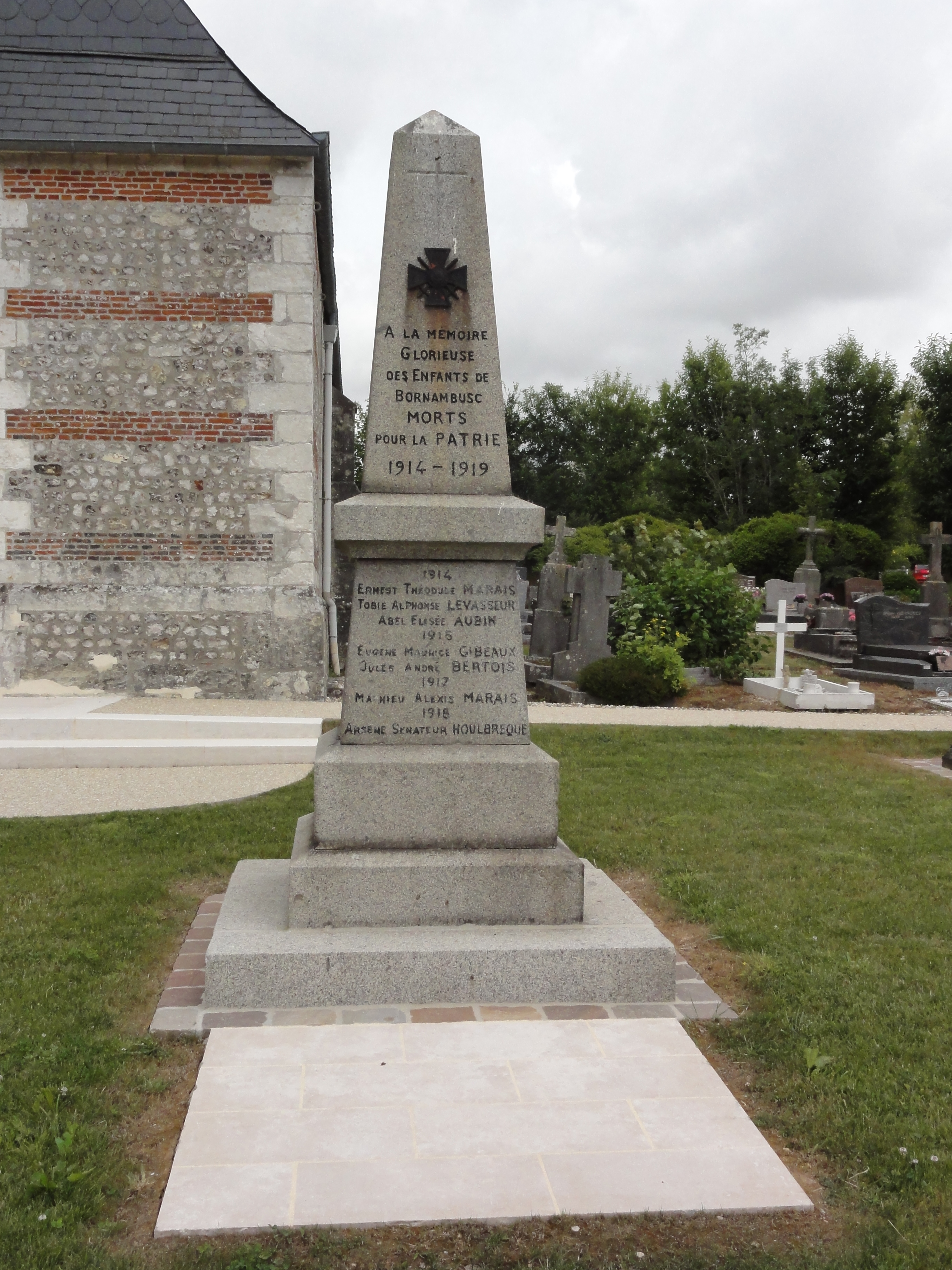
Monument aux morts.

- Église Saint-Laurent.
- Églsie : statue de Saint Laurent.
- Église : plaque morts de la paroisse pour la France.
- Croix de cimetière.
- monument aux morts.

### Personnalités liées à la commune
Guy de Maupassant « C’est à Bornanbusc que vit la famille du comte d’Harnois de Blangues, dernier d’une lignée de gentilshommes de notre Pays de Caux, dans un manoir qui jamais ne passa en vente… Le manoir est une construction du XVe siècle dont on distingue l’encorbellement soutenant les colombes normandes. Comme aux Trois-Pierres on lui a adjoint au XVIIIe siècle une aile en maçonnerie…. À la sixième génération, un d’Harnois épousa Suzanne de Bailleul, fille d’Adrien de Bailleul de Blangues et de Saint-Ouen et de Yolande Malet de Graville. Cette alliance par les Bailleul avec les Malet de Graville allait changer la destinée de cette famille qui fournit plusieurs marins à notre pays… [ l’un d’eux épouse la cousine germaine de Jean Bart en 1737, son fils Robert épouse Louise de Roussel de Godarville. Il se distingue particulièrement au cours de la campagne de l’Indépendance américaine, fit partie des Cincinnati et devint contre-amiral. Comme plusieurs des siens il fut chevalier de Saint-Louis. Ses deux neveux, fils de son frère Germer servirent dans les armées impériales. Le fils de l’un d’eux, Charles Gustave, épousa en 1852 Virginie Le Poitevin, sœur de Mme de Maupassant. Et voilà ]  P. Jammes, J-F Dupond-Danicand, Gentilshommes et gentilhommières en pays de Caux.

### Héraldique
| Armes de Bornambusc | Les armes de la commune de Bornambusc se blasonnent ainsi : De sinople au heaume d’or taré de front, au chef d’argent chargé d’une merlette accostée de deux fleurs de lys, le tout de gueules. Ces armoiries appartiennent à la famille d'Harnois de Blangues. Création Sté SEDI et Conseil Français d'Héraldique. Adopté le 13 mars 1996. |